# Arteria tiroidea superiore
L'arteria tiroidea superiore è un'arteria del collo che origina dall'arteria carotide esterna appena al di sotto del livello del grande corno dell'osso ioide e termina nella ghiandola tiroidea.

## Decorso
L'arteria origina dalla faccia anteriore della carotide esterna, in corrispondenza del grande corno dell'osso ioide e al di sotto del bordo anteriore del muscolo sternocleidomastoideo. Si dirige quindi verso l'alto e in avanti per un breve tratto all'interno del triangolo carotideo, dove è coperta dalla cute, dal muscolo platisma e dalla fascia; poi si inarca verso il basso sotto il muscolo omoioideo, lo sternoioideo e lo sternotiroideo portandosi verso l'apice del lobo tiroideo corrispondente.
Medialmente rispetto all'arteria è individuabile il muscolo costrittore faringeo inferiore e il ramo esterno del nervo laringeo superiore.

## Rami collaterali
L'arteria si distribuisce tramite alcuni piccoli rami ai muscoli adiacenti; inoltre fornisce con numerosi rami la ghiandola tiroidea, anastomizzandosi con le branche provenienti dall'analoga arteria del lato opposto e con rami della arterie tiroide inferiore. 
I rami terminali diretti alla ghiandola tiroide sono generalmente due. Un primo ramo terminale, il più grande, irrora principalmente la superficie anteriore; sull'istmo della ghiandola si anastomizza con l'arteria corrispondente proveniente dal lato opposto. Un secondo ramo terminale discende sulla superficie posteriore della ghiandola e si anastomizza con l'arteria tiroidea inferiore.
Oltre alle arterie distribuite ai muscoli e alla ghiandola tiroidea, i rami della tiroide superiore sono:
- Il ramo sottoioideo (o arteria sottoioidea): una piccola arteria che corre lungo il bordo inferiore dell'osso ioide al di sotto del muscolo tiroioideo. Questa arteria si anastomizza con il ramo infraioideo proveniente dal lato opposto. Il ramo infraioideo è un derivato del secondo arco aortico.
- Il ramo sternocleidomastoideo decorre verso il basso e lateralmente attraverso la guaina dell'arteria carotide comune e irrora il muscolo sternocleidomastoideo i muscoli e la cute della zona; frequentemente si presenta come un ramo separato dalla arteria carotide esterna.
- L'arteria laringea superiore accompagna il ramo laringeo interno del nervo laringeo superiore, al di sotto del muscolo tiroioideo. Questa arteria si dirama dall'arteria tiroidea superiore vicino alla sua biforcazione dall'arteria carotide esterna. Insieme al nervo laringeo interno, perfora la membrana tiroioidea laterale e fornisce sangue ai muscoli, alle mucose e alle ghiandole della laringe, anastomizzandosi con il ramo dal lato opposto.
- L'arteria cricotiroidea può contribuire alla irrorazione della laringe. Segue un decorso variabile, superficiale o profondo, rispetto al muscolo sternotiroideo. Se superficiale, può essere accompagnata da rami dell'ansa cervicale e, se profondo, può essere correlata al nervo laringeo esterno. Può anastomizzarsi con l'arteria del lato opposto e con le arterie laringee.

## Ricadute cliniche
Questa arteria deve essere legata alla tiroide quando si esegue una tiroidectomia. Se l'arteria è recisa, senza essere stata prima legata, sanguinerà copiosamente. Al fine di ottenere il controllo del sanguinamento, il chirurgo può aver bisogno di estendere l'incisione originale più lateralmente, per poter legare l'arteria alla sua origine presso l'arteria carotide esterna. Oltre a ciò, il ramo laringeo esterno del nervo laringeo superiore si sviluppa in stretta prossimità dell'arteria tiroidea superiore, la qual cosa lo rende a rischio di lesioni durante l'intervento chirurgico.